# Auguste-Edouard-Maurice Moyrand
Auguste-Edouard-Maurice Moyrand, francoski general, * 1875, † 1962.